# 中央人民政府第一机械工业部
中华人民共和国中央人民政府第一机械工业部是根据1949年9月27日中国人民政治协商会议第一届全体会议通过的《中华人民共和国中央人民政府组织法》第二十二条的规定，于1952年8月7日设置的一个部门。1952年8月7日，中央人民政府委员会第十七次会议决定，成立中央人民政府第一机械工业部。重工业部保留了钢铁工业管理局、有色金属管理局、化学工业管理局、建筑材料工业管理局。

## 职责权限
按照相关规定，中央人民政府第一机械工业部在政务院财政经济委员会的指导下展开工作。

## 组织结构
- 电信工业局：1953年4月10日政务院批准第一机械工业部电信工业局划归第二机械工业部改名为第十局。

## 历任部长
1. 黄敬（1952年8月—1954年9月）

## 副部长
- 段君毅（原西南军政委员会工业部部长）
- 汪道涵（原华东军政委员会工业部部长）
- 黎玉（原中央人民政府政务院财政经济委员会财政组组长，1954年6月任）